# Joseph Anthony Zziwa
Joseph Anthony Zziwa (* 16. Februar 1956 in Mubende) ist ein ugandischer Geistlicher und römisch-katholischer Bischof von Kiyinda-Mityana.

## Leben
Joseph Anthony Zziwa empfing am 16. November 1980 nach seiner theologischen Ausbildung die Priesterweihe. Er war Geschichtslehrer am St. Mgaaba Major Seminary (1980–83) und absolvierte ein kirchenhistorisches Doktoratsstudium an der belgischen Université catholique de Louvain (1984–90). Er war anschließend Pfarrvikar in Busuubiza (1990) sowie seit 1990 Professor für Kirchengeschichte am Nationalen Theologischen Seminar von Ggaba und dessen Vizerektor. 1997 leitete er die Arbeit der zweiten Diözesansynode.
Papst Johannes Paul II. ernannte ihn am 19. November 2001 zum Koadjutorbischof von Kiyinda-Mityana. Der Bischof von Kiyinda-Mityana, Joseph Mukwaya, spendete ihm am 16. März des nächsten Jahres die Bischofsweihe; Mitkonsekratoren waren Emmanuel Kardinal Wamala, Erzbischof von Kampala, und Christophe Pierre, Apostolischer Nuntius in Uganda. 
Nach dem Rücktritt Joseph Mukwayas folgte er ihm am 23. Oktober 2004 als Bischof von Kiyinda-Mityana nach. Seit 2014 gehört er der Bischofskommission der Vereinigung der Bischofskonferenzen Ostafrikas (AMECEA) an. 2018 wurde er zum Präsidenten der ugandischen Bischofskonferenz gewählt, nachdem er von 2010 bis 2018 stellvertretender Präsident war.